# IJzer(II)jodide
IJzer(II)jodide, vroeger ook bekend onder de naam ferrojodide, is een anorganische verbinding van ijzer en jood met de chemische formule {\displaystyle {\ce {FeI2}}}. Het wordt toegepast als katalysator in organische reacties, zoals de in de reactie van dicyanoacetyleen met I2.

## Synthese
IJzer(II)jodie kan bereid worden uit de elementen, dat wil zeggen in de directe reactie tussen ijzer en jood, dit in tegenstelling tot de andere ijzer(II)halogenides, die het best gesynthetiseerd kunnen worden in een reactie tussen verwarmd metallisch ijzer en het betreffende waterstofhalogenide. De synthese van {\displaystyle {\ce {FeI2}}} kan overigens ook op deze manier worden uitgevoerd.
{\displaystyle {\ce {Fe\ +\ I2\ ->\ FeI2}}}
{\displaystyle {\ce {Fe\ +\ 2HX\ ->\ FeX2\ +\ H2}}}
Eveneens in tegenstelling tot {\displaystyle {\ce {FeF2}}}, {\displaystyle {\ce {FeCl2}}} en {\displaystyle {\ce {FeBr2}}}, waarvan meerdere hydraten bekend en goed beschreven zijn, wordt van {\displaystyle {\ce {FeI2}}} vermoed dat het een stabiel tetrahydraat vormt, hoewel dit nog niet echt goed beschreven is.

## Structuur
IJzer(II)jodide heeft dezelfde kristalstructuur als cadmium(II)jodide, {\displaystyle {\ce {CdI2}}}.

## Eigenschappen
IJzer(II)jodide lost goed op in water.